# Rómulo Molina Romero
Rómulo Molina Romero (27 de marzo de 1926, Banámichi, Sonora – 6 de mayo de 1992 Hermosillo, Sonora) es un músico y compositor sonorense de 17 canciones de música popular. Fue el sexto hijo de Matilde Romero Valencia (de Banámichi, Sonora) y Jesús Molina Quijada que era agricultor (de Huépac, Sonora).   

## Los primeros años
Vivió sus primeros años en Banámichi, Sonora, ayudando a su padre, en la agricultura de caña y tejocote, al igual que sus hermanos quedando huérfano de madre a los 12 años.
Se introdujo en la música, de niño, de manera empírica. Conoció la mandolina por medio de sus amigos; de la misma forma aprendió también a tocar la batería, la guitarra y el violín. El gusto musical lo perfeccionó por sus tíos Ismael y Wenceslao Romero, quienes eran violinistas en una banda y con quienes, de adolescente realizó sus primeras interpretaciones en grupo, al igual que su hermano Héctor quien tocaba guitarra.
A los 16 años, se inicia profesionalmente como músico, con el grupo musical llamado “Jazz Popular” de Banámichi, realizando frecuentes recorridos por los pueblos del Río de Sonora como Aconchi, Huépac, La Mora, Las Delicias, el Ranchito.
En 1942, se inicia en la composición musical, siendo su primera obra la canción llamada “En tus Ojos”, misma que fue dedicada a una bella dama del pueblo, canción que fue conocida ampliamente en la región.
En 1946, se interesó en el solfeo y el canto, mismo que estudió con sus amigos y parientes músicos. Con esa información se animó y dio el siguiente paso. Dirigir al grupo musical.
Para 1947 en Banámichi, dirigió al grupo musical, realizando las giras por los pueblos vecinos, pero ahora ampliaron su gira hasta Arizpe, Sinoquipe, Baviácora y Magdalena Sonora.
De 1948 a 1952 se contrata en el Programa Bracero para trabajar en California, Estados Unidos, en la que repite múltiples veces esa experiencia. En su primera vez, entre la novatez y la nostalgia, compuso su más famosa canción, “Vengo a despertarte”, con la que se despide de su pueblo natal y su gente, misma que posteriormente fue grabada y dada a conocer en la radio por el dueto “Los Dos Reales”, además de sus giras, con su hermano Héctor Manuel. En 1953, decide radicar en Magdalena de Kino, donde realiza su carrera como compositor y músico, al mismo tiempo realiza sus actividades de peluquero, transportista de materiales y agente de seguros.

## Músico compositor
Integró el dueto “Los Hermanos Molina”, con mandolina y guitarra y su hermano Héctor Manuel (Músico y compositor) donde presentaban música de cuerda estilo Sierra de Sonora, la cual fue bien aceptada en foros regionales así como en la estación de radio local XEDJ, fiestas y eventos locales, tanto en la plaza como en el “Cine Central”, así como en pueblos vecinos como Santa Ana, San Ignacio, Imuris y Nogales. 
Como compositor, escribe sus canciones con la notación musical correspondiente, de las cuales se tiene el registro original de ellas, ante la Sociedad de Autores y Compositores de México y Copyright de Estados Unidos.  Recibió el apoyo de “Tata Nacho” (Ignacio Fernández Esperón) con quien su comunicación era frecuente.
El 26 de abril de 1957 Rómulo registra ante la Sociedad de Autores y Compositores de México, y con sede en CDMX, y en Estados Unidos su canción ranchera “Vengo a Despertarte” y “En tus ojos”. 
Como peluquero un día recibió a un cliente, y la charla descubrió que era el conocido compositor Silvestre Rodríguez, con quien al reconocerse mutuamente, dedicaron un rato al deleite de la música, que a ambos apasionaba. 

Ya en la década de 60´s, la historia del Padre Kino, el descubrimiento de sus restos y la transformación del nombre de la población y el remozamiento del pueblo toca profundamente su inspiración, por lo que se dedica a componer varias obras en su honor. Tales obras son: “El Misionero a Caballo”, “Himno Padre Kino” y Rómulo comentó que la exdiputada y senadora por Sonora en el Congreso de la Unión en esos entonces, Alicia Arellano Tapia, le dijo:
"Rómulo, necesitamos una canción, algo que hable de nuestra ciudad".
Fue entonces cuando el autor compuso en 1966 la canción, “Magdalena de Kino”, misma que fue inicialmente interpretada por el "Trío Coral". Ese tema musical se tomaría como la canción de despedida de las transmisiones del día de la radio local XEDJ . En el año 2021, el grupo “Los Tipiqueños” de Hermosillo, Sonora, realizó una nueva grabación de esta canción, incluyendo varios estilos (trío, rondalla y orquesta regional Sonorense) en la canción, bajo la dirección del maestro Martín Véjar.

## La obra
Rómulo escribió 16 canciones y un himno. La canción más grabada ha sido “Vengo a Despertarte”, canción serenata – ranchera, que además de haber sido grabada en 1955 por “Los Dos Reales” fue grabada por David Záizar, Antonio Aguilar, “Los Potros”, la Rondalla “Ayer y hoy”, “Los Sonidos del Norte de Juan Lucero”, Blanquita Benítez y otros artistas. Otras canciones fueron:
- - “Volar quisiera” - “Los Sonidos del Norte de Juan Lucero”.
  - Te sabré perdonar”[8] - “Ayer y Hoy" del ISSSTESON.
  - “Mañanitas para ti” - “Ayer y Hoy”.[9]
  - “Aprende a quererme”
  - “Aquella tardecita”
  - “De repentito”
  - “Por lo que me he de negar”
  - “Soñando ausente”,
  - “Vengo a ti cantando”  
  - “Voy a marte”
  - “Te saludo paisano”
  - “A mi terruño”

## Homenajes
Se han celebrado varios homenajes en memoria del compositor. Dos en evento público en la Plaza Monumental de Magdalena de Kino, tanto en 2004, como en 2011. La Universidad de Sonora realizó otros dos homenajes a través de Radio Universidad de Sonora, en 2018 y 2019, con intérpretes en vivo y música de rondalla.

## Vida Familiar
Rómulo contrajo matrimonio en Magdalena de Kino con la escritora, maestra de arte y violinista, María Elena Romo Ramírez nacida en Cananea, Sonora. Tuvieron cinco hijos: Lourdes Azucena, Francisco Daniel, Luz Matilde, Edna Delia y Amanda Elena. 